# 坦格角
67°27′S 46°45′E / 67.450°S 46.750°E
坦格角是南極洲的海角，位於恩德比地，長40公里、寬50公里，東面是凱西灣，最高點海拔高度526米，澳洲探險隊根據1956年11月拍攝的高空照片繪製於地圖中，該地區現時受南極條約管理。